# Người Nam Tư
Người Nam Tư là tên dân tộc được sử dụng bởi một số ít người Slav Nam trên khắp các quốc gia thuộc Nam Tư cũ. Một số người nói rằng tên này dành cho tất cả những người thuộc hậu duệ Nam Slav, bao gồm cả người Bosna và Hercegovina, Bulgaria, Croatia, Montenegro, Serbia và khu vực hiện đang tranh chấp Kosovo, Slovenia và Bắc Macedonia. Mặc dù người Bulgaria là một quốc gia Nam Slav, những nỗ lực nhằm sáp nhập Bulgaria vào Nam Tư đã không thành công, và do đó người Bulgaria không được đưa vào danh sách sắc tộc.
Kể từ khi Nam Tư giải thể và thành lập các quốc gia Nam Slav, thuật ngữ dân tộc Nam Tư đã được sử dụng để chỉ những người chỉ coi mình là người Nam Tư mà không có tự nhận dạng dân tộc nào khác, nhiều người trong số này có tổ tiên hỗn hợp.
Vào cuối thế kỷ 19 và đầu thế kỷ 20, những trí thức công cộng có ảnh hưởng như Jovan Cvijić và Vladimir Dvorniković đã chủ trương rằng người Nam Tư, với tư cách là một quốc gia siêu dân tộc, có "nhiều sắc tộc bộ lạc, chẳng hạn như người Croatia, người Serb và những người khác trong đó".
Ở cựu quốc gia Nam Tư, tên gọi chính thức cho những người tự xưng đơn giản là Nam Tư được đặt trong dấu ngoặc kép, "người Nam Tư" (được giới thiệu trong điều tra dân số năm 1971). Dấu ngoặc kép ban đầu nhằm phân biệt dân tộc Nam Tư với quốc tịch Nam Tư, được viết không có dấu ngoặc kép. Đa số những người từng được xác định là dân tộc "Nam Tư" đều tôn sùng hoặc chấp nhận các bản sắc dân tộc và dân tộc truyền thống. Một số người cũng quyết định chuyển sang nhận dạng khu vực phụ quốc gia, đặc biệt là ở các khu vực lịch sử đa sắc tộc như Istria, Vojvodina hoặc Bosnia (hiện nay là Bosnia). Tuy nhiên, tên gọi Nam Tư vẫn tiếp tục được sử dụng bởi nhiều người, đặc biệt là bởi con cháu của những người di cư Nam Tư ở Hoa Kỳ, Canada và Úc trong khi đất nước này vẫn còn tồn tại.

## Nhân vật nổi tiếng
Ví dụ nổi tiếng nhất về những người Nam Tư tự xưng là Thống chế Josip Broz Tito, người đã tổ chức kháng chiến chống lại Đức Quốc Xã ở Nam Tư, chấm dứt sự chiếm đóng Nam Tư của phe Trục với sự giúp đỡ của Hồng quân, đồng sáng lập Phong trào không liên kết, và bất chấp áp lực của Liên Xô đối với Nam Tư của Joseph Stalin. Những người khác được tuyên bố là "người Nam Tư" bao gồm trí thức, nghệ sĩ giải trí, ca sĩ và vận động viên, chẳng hạn như:
- Ivo Andrić
- Goran Bregović
- Lepa Brena[13]
- Joška Broz,[14] cháu trai của Josip Broz Tito
- Oliver Dulić[15][16]
- Aleksa Đilas[17]
- Srđan Dragojević
- Đorđe Đogani[18]
- Branko Đurić [cần dẫn nguồn]
- Ivan Ergić[19]
- Andrej Grubačić
- Ekrem Jevrić[20]
- Edvin Kanka Ćudić
- Božo Koprivica[21]
- Magnifico[22][23]
- Igor Mandić
- Branko Milićević "Kockica"[24]
- Milan Milišić[25]
- Ašok Murti[26]
- Ivica Osim[27]
- Srđa Popović
- Dževad Prekazi[28][29]
- Miljenko Smoje
- Branimir Štulić[30]
- Bogdan Tanjević
- Jovan Vavic
- Duško Vujošević
- Milić Vukašinović[31][32]
- Boris Vukobrat[33]

## Biểu trưng
Biểu tượng có lẽ được sử dụng thường xuyên nhất của người Nam Tư để thể hiện danh tính của họ và họ thường gắn liền với nó là lá cờ ba màu xanh-trắng-đỏ với một ngôi sao đỏ viền vàng ở giữa lá cờ., mà cũng từng là Quốc kỳ Cộng hòa Liên bang Xã hội chủ nghĩa Nam Tư từ năm 1945 đến năm 1991. Trước Chiến tranh thế giới thứ hai, biểu tượng của Chủ nghĩa Nam Tư là một lá cờ ba màu đơn giản gồm xanh lam, trắng và đỏ, đây cũng là quốc kỳ Vương quốc Nam Tư, quốc gia Nam Tư trong thời kỳ giữa hai cuộc chiến tranh.